# فيليب فان ديجيك (رسام)
فيليب فان ديجيك هو رسام هولندي، ولد في 10 يناير 1683 في آود- بايرلاند في هولندا، وتوفي في 2 فبراير 1753 في لاهاي في هولندا.